# Morolake Akinosun
Morolake Akinosun (Lagos, 17 maggio 1994) è una velocista statunitense, campionessa olimpica e mondiale della staffetta 4×100 metri.

## Progressione

### 100 metri piani
| Stagione | Tempo | Luogo       | Data      | Rank. Mond. |
| -------- | ----- | ----------- | --------- | ----------- |
| 2017     | 10"98 | Sacramento  | 22-6-2017 | 14ª         |
| 2016     | 10"95 | Eugene      | 3-7-2016  | 11ª         |
| 2015     | 11"29 | Ames        | 16-5-2015 | 88ª         |
| 2014     | 11"04 | Eugene      | 11-6-2014 | 16ª         |
| 2013     | 11"45 | Eugene      | 7-6-2013  | 152ª        |
| 2012     | 11"41 | Charleston  | 19-5-2012 | 139ª        |
| 2011     | 11"42 | New Orleans | 3-8-2011  | 131ª        |

## Palmarès
| Anno | Manifestazione      | Sede           | Evento      | Risultato  | Prestazione | Note                                     |
| ---- | ------------------- | -------------- | ----------- | ---------- | ----------- | ---------------------------------------- |
| 2015 | Giochi panamericani | Toronto        | 100 m piani | Semifinale | 11"29       |                                          |
| 2015 | Giochi panamericani | Toronto        | 4×100 m     | Oro        | 42"58       | Record dei Giochi Panamericani           |
| 2016 | Giochi olimpici     | Rio de Janeiro | 4×100 m     | Oro        | 41"01       | [ 1 ]                                    |
| 2017 | World Relays        | Nassau         | 4×100 m     | Finale     | dnf         |                                          |
| 2017 | Mondiali            | Londra         | 4×100 m     | Oro        | 41"82       | Miglior prestazione mondiale stagionale  |
| 2019 | Mondiali            | Doha           | 100 m piani | Semifinale | 11"17       | Miglior prestazione personale stagionale |
| 2019 | Mondiali            | Doha           | 4×100 m     | Bronzo     | 42"10       | Miglior prestazione personale stagionale |
| 2022 | Campionati NACAC    | Freeport       | 4x100 m     | Oro        | 42"35       |                                          |